# Neocoenyra parallelopupillata
Neocoenyra parallelopupillata är en fjärilsart som beskrevs av Karsch 1897. Neocoenyra parallelopupillata ingår i släktet Neocoenyra och familjen praktfjärilar. Inga underarter finns listade i Catalogue of Life.